# Nylænde

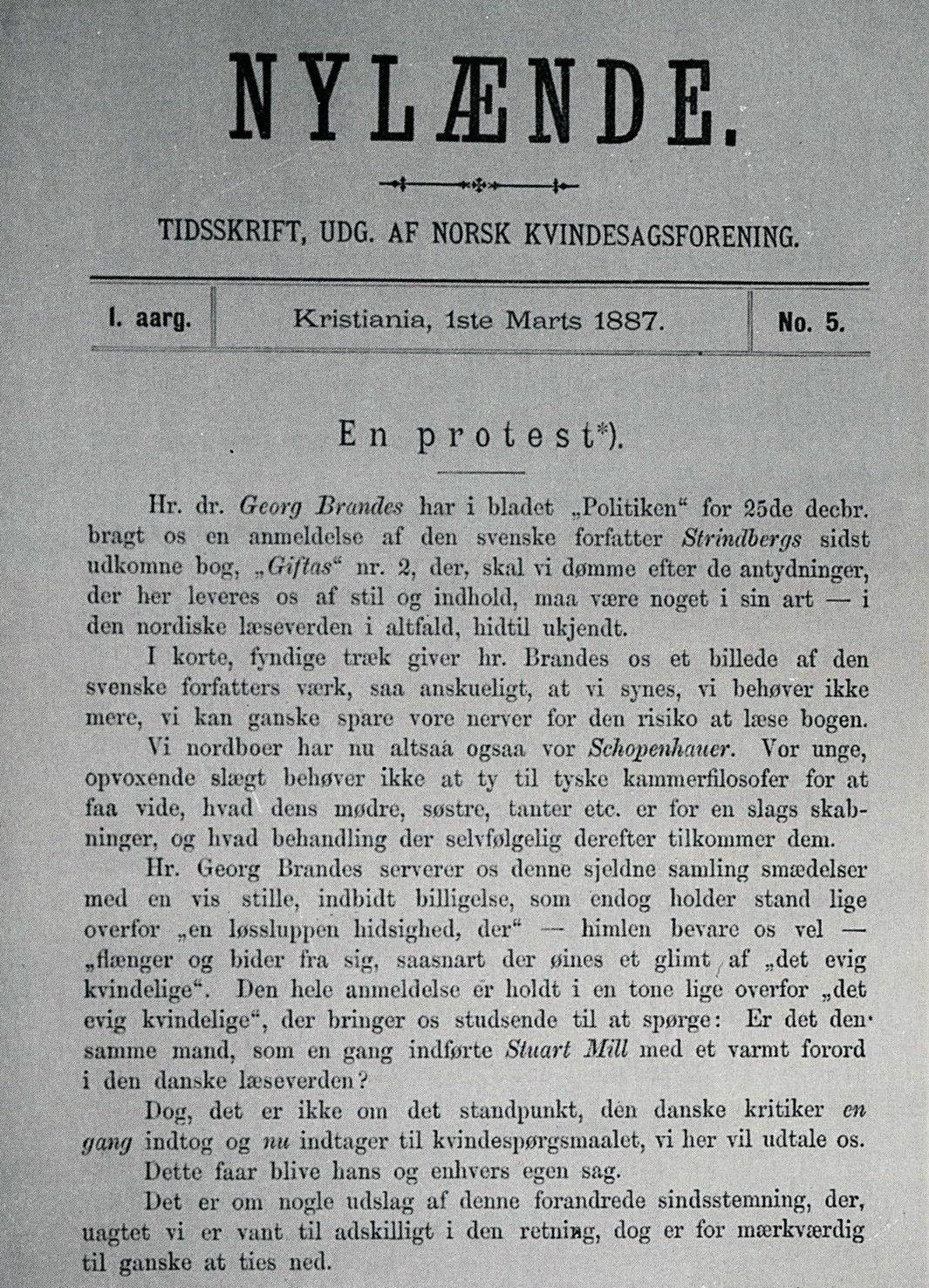
La une du Nylænde du 1er mars 1887

Nylænde était un magazine féministe norvégien, édité par l'Association norvégienne pour les droits des femmes entre 1887 et 1927. Le premier rédacteur du magazine est Gina Krog, de 1887 jusqu'à son décès en 1916. Fredrikke Mørck prit la relève et assura la rédaction jusqu'à la dernière publication du Nylænde en 1927.
Le Nylænde a joué un rôle important dans les premiers mouvements féministes de Norvège, ainsi que dans l'obtention du droit de vote des femmes.